# Melchizedek (Awierczenko)
Melchizedek, imię świeckie Michaił Jefimowicz Awierczenko (ur. 30 grudnia 1874?/11 stycznia 1875 w Usochskiej Budzie, zm. po 1933) – rosyjski biskup prawosławny.

## Życiorys
Ukończył szkołę duchowną w Homlu w 1897. W tym samym roku został postrzyżony na mnicha w Pustelni Glińskiej. Po ośmiu latach przeniesiono go do monasteru Trójcy Świętej w Issyk-Kulu, gdzie wyświęcono go kolejno na hierodiakona (20 lipca 1906) i na hieromnicha (15 sierpnia 1906). W latach I wojny światowej służył w kilku cerkwiach parafialnych w okolicach monasteru, w którym przebywał. W 1918, po likwidacji klasztoru, przeniósł się do Taszkentu i służył przez siedem lat w jednej z miejscowych świątyń oraz w wiejskiej cerkwi w Czerniajewie.
W aktach radzieckich służb specjalnych znajdują się informacje o antyradzieckiej postawie hieromnicha Melchizedeka, dlatego twierdzenie metropolity Manuela (Lemieszewskiego), który uznał go za zwolennika ruchu odnowicielskiego, wydaje się bezzasadne. Do 1925 został podniesiony do godności archimandryty. 13 czerwca 1925 został w tajemnicy wyświęcony na biskupa andriejewskiego, wikariusza eparchii turkiestańskiej, zwierzchnika parafii prawosławnych w dawnej guberni turkiestańskiej. Chirotonię biskupią przeprowadzili biskup ufimski Andrzej oraz biskup niżnotagilski Lew. W maju 1926 został wikariuszem eparchii woroneskiej z tytułem biskupa urazowskiego. Cztery lata później wrócił do eparchii turkiestańskiej, ponownie jako jej wikariusz z tytułem biskupa piszpeckiego i siemirieczeńskiego. Wcześniej, w 1929, został na krótko aresztowany w Taszkencie.
Według zeznań biskupa złożonych w 1933 w śledztwie od 1931 żył i służył w Troicku, jako wikariusz eparchii czelabińskiej. W końcu 1931 przyjął tytuł biskupa kurgańskiego. W 1932 został aresztowany w Troicku i oskarżony o kierowanie kontrrewolucyjną grupą cerkiewną, w której miało działać ponadto dwóch kapłanów, cztery mniszki i czworo świeckich. Uznany za winnego działalności antyradzieckiej, został skazany na pięć lat łagrów. W kwietniu 1933 został skierowany do Sibłagu, jednak już w październiku 1933 ponownie przewieziono go do taskenckiego OGPU i zmieniono poprzedni wyrok na 10 lat łagru. Dalsze losy biskupa są nieznane.